# Ancient Dreams In A Modern Land
Ancient Dreams In A Modern Land (Nederlands: Oude dromen in een modern land) is het vijfde studioalbum van Welshe singer-songwriter MARINA, artiestennaam van Marina Diamandis, gepubliceerd op 11 juni 2021 door Atlantic Records.

## Achtergrond
Diamandis bracht in april 2019 haar vierde studioalbum Love + Fear uit na een pauze van vier jaar te hebben genomen in navolging van Froot. Het album werd in september 2019 gevolgd door een akoestische ep. In januari 2020 kondigde ze via Instagram aan dat ze weer aan het schrijven voor een album was begonnen en Diamandis liet in de daaropvolgende periode fragmenten van enkele nieuwe liedjes horen. In februari van dat jaar was ze te horen op de soundtrack van de Netflix-film To All the Boys: P.S. I Still Love You met de single 'About Love'. Diamandis zou in april 2020 op een korte tournee gaan, die ze zelf de 'Inbetweenie Tour' noemde, maar deze werd geannuleerd wegens de uitbraak van de coronapandemie.
In april 2021, na de uitgifte van de leadsingle in november 2020, volgde een tweede single en de officiële aankondiging van het album, de tracklist en de releasedatum.
Op 3 december 2021 kondigde Diamandis een deluxe-editie van het album aan met een publicatiedatum van 7 januari 2022.

## Promotie

### Singles
Diamandis bracht de leadsingle van het album, genaamd 'Man's World', uit op 18 november 2020, gevolgd door twee remixen: één met de Amerikaanse band MUNA en één met Amerikaanse muzikante Empress Of en Portugese dragqueen Pabllo Vittar. In april van 2021 volgde de tweede single, 'Purge The Poison', en een remix met de Russische punkrockband Pussy Riot. Op 11 mei 2021 kondigde Diamandis aan dat de aankomende maand nog twee singles zouden verschijnen. Het lied 'Ancient Dreams In A Modern Land', de titeltrack, is de eerste hiervan en kwam uit op 19 mei 2021, gevolgd door een live Q&A op YouTube. Op 9 juni volgde ten slotte 'Venus Fly Trap' als vierde single.
Van de deluxe-editie van het album verscheen 'Happy Loner' op 3 december 2021 als single.

### Magazine
De artieste kondigde in november 2020 aan dat een fysiek tijdschrift samen met elke single van het album zou uitkomen. Volgens Diamandis bevat elke editie 'essays, kunstwerken, fotografie, poëzie of welke andere vorm van uitdrukking dan ook', waaronder inzendingen van fans zelf. Na de versie gelieerd aan 'Man's World' is er geen magazine meer uitgegeven.

### Opvoeringen
Tegelijk met de verschijning van de derde single kondigde Diamandis een virtueel concert aan onder de naam 'Marina presents Ancient Dreams Live from the Desert', die zou plaatsvinden in de woestijn van Californië op de dag(en) na de release van het album. Na de livestream hield ze ook een 'Deconstructed Dreams'-afterparty met o.a. een meet-and-greet. Op de dag van de verschijning van het album kondigde Diamandis tevens een tournee aan, die in 2022 door Noord-Amerika en West-Europa zou reizen.

## Tracklist
Credits zijn afkomstig van Spotify en Genius.
| 1.                 | 'Ancient Dreams In A Modern Land' | Marina Diamandis | Diamandis, James Flannigan   | 3:26 |
| 2.                 | 'Venus Fly Trap'                  | Diamandis        | Diamandis, Flannigan         | 2:38 |
| 3.                 | 'Man's World'                     | Diamandis        | Diamandis, Jennifer Decilveo | 3:28 |
| 4.                 | 'Purge The Poison'                | Diamandis        | Decilveo                     | 3:16 |
| 5.                 | 'Highly Emotional People'         | Diamandis        | Flannigan                    | 3:34 |
| 6.                 | 'New America'                     | Diamandis        | Diamandis, Flannigan         | 3:52 |
| 7.                 | 'Pandora's Box'                   | Diamandis        | Diamandis, Flannigan         | 3:32 |
| 8.                 | 'I Love You But I Love Me More'   | Diamandis        | Decilveo                     | 3:43 |
| 9.                 | 'Flowers'                         | Diamandis        | Flannigan                    | 3:54 |
| 10.                | 'Goodbye'                         | Diamandis        | Flannigan                    | 4:42 |
| Totale duur: 36:08 |                                   |                  |                              |      |

| 11.                | 'Happy Loner'                                   | Marina Diamandis | Diamandis, James Flannigan | 3:13 |
| 12.                | 'Pink Convertible'                              | Diamandis        | Jennifer Decilveo          | 3:41 |
| 13.                | 'Free Woman'                                    | Diamandis        | Diamandis, Flannigan       | 3:39 |
| 14.                | 'Venus Fly Trap' (Demo Versie)                  | Diamandis        | -                          | 2:36 |
| 15.                | 'Ancient Dreams In A Modern Land' (Demo Versie) | Diamandis        | -                          | 3:24 |
| Totale duur: 52:43 |                                                 |                  |                            |      |

## Remixen
| Titel                                  | Samenwerkende artiest(en) | Datum van uitgifte |
| -------------------------------------- | ------------------------- | ------------------ |
| Man's World - Stripped                 | n.v.t.                    | 11 december 2020   |
| Man's World - MUNA Remix               | MUNA                      | 6 januari 2021     |
| Man's World (Empress Of Remix)         | Empress Of, Pabllo Vittar | 4 februari 2021    |
| Purge The Poison                       | Pussy Riot                | 5 mei 2021         |
| Venus Fly Trap (Blossom Remix)         | Blossom                   | 30 juni 2021       |
| Venus Fly Trap (Kito Remix)            | Kito, Tove Lo             | 16 juli 2021       |
| Venus Fly Trap (Sofi Tukker emix)      | Sofi Tukker               | 6 augustus 2021    |
| I Love You But I Love Me More          | Beach Bunny               | 20 oktober 2021    |
| Highly Emotional People (Le Sac Remix) | Le Sac                    | 5 november 2021    |

## Tournee
Op 11 juni 2021 kondigde Diamandis de 'Ancient Dreams In A Modern Land Tour' aan, die in de eerste helft van 2022 door Noord-Amerika en West-Europa zou trekken.
| Datum            | Plaats          | Land                | Gebouw                                | Voorprogramma              |
| Noord-Amerika    | Noord-Amerika   | Noord-Amerika       | Noord-Amerika                         | Noord-Amerika              |
| ---------------- | --------------- | ------------------- | ------------------------------------- | -------------------------- |
| 12/13 juni 2021  | Californië      | Verenigde Staten    | Livestream                            | Geen                       |
| 2 februari 2022  | San Francisco   | Verenigde Staten    | The Masonic                           | Tove Styrke                |
| 5 februari 2022  | Portland        | Verenigde Staten    | Keller Auditorium                     | Tove Styrke                |
| 7 februari 2022  | Seattle         | Verenigde Staten    | Paramount Theatre                     | Tove Styrke                |
| 11 februari 2022 | Denver          | Verenigde Staten    | Paramount Theatre                     | Tove Styrke                |
| 14 februari 2022 | Minneapolis     | Verenigde Staten    | Orpheum Theatre                       | Tove Styrke                |
| 15 februari 2022 | Chicago         | Verenigde Staten    | The Chicago Theatre                   | Tove Styrke                |
| 17 februari 2022 | Detroit         | Verenigde Staten    | The Fillmore                          | Tove Styrke                |
| 18 februari 2022 | Toronto         | Canada              | REBEL                                 | Tove Styrke                |
| 19 februari 2022 | Pittsburg       | Verenigde Staten    | STAGE AE                              | Tove Styrke                |
| 21 februari 2022 | Boston          | Verenigde Staten    | Orpheum Theatre                       | Tove Styrke                |
| 22 februari 2022 | Philadelphia    | Verenigde Staten    | Metropolitan Opera House              | Tove Styrke                |
| 24 februari 2022 | Washington D.C. | Verenigde Staten    | The Anthem                            | Tove Styrke                |
| 25 februari 2022 | New York        | Verenigde Staten    | Terminal 5                            | Tove Styrke                |
| 26 februari 2022 | New York        | Verenigde Staten    | Terminal 5                            | Pussy Riot                 |
| 28 februari 2022 | Atlanta         | Verenigde Staten    | Coca-Cola Roxy                        | Pussy Riot                 |
| 1 maart 2022     | Nashville       | Verenigde Staten    | Ryman Auditorium                      | Pussy Riot                 |
| 3 maart 2022     | Houston         | Verenigde Staten    | Bayou Music Center                    | Pussy Riot                 |
| 4 maart 2022     | Austin          | Verenigde Staten    | ACL Live                              | Pussy Riot                 |
| 5 maart 2022     | Dallas          | Verenigde Staten    | The Factory Deep Ellum                | Pussy Riot                 |
| 9 maart 2022     | Inglewood       | Verenigde Staten    | Performance Venue, Hollywood Park     | Pussy Riot                 |
| West-Europa      |                 |                     |                                       |                            |
| 9 mei 2022       | Kopenhagen      | Denemarken          | VEGA                                  | Geen/nog niet aangekondigd |
| 12 mei 2022      | Den Haag        | Nederland           | Amare                                 | Geen/nog niet aangekondigd |
| 14 mei 2022      | Brussel         | België              | La Madeleine                          | Geen/nog niet aangekondigd |
| 15 mei 2022      | Parijs          | Frankrijk           | Le Bataclan                           | Geen/nog niet aangekondigd |
| 17 mei 2022      | Edinburgh       | Verenigd Koninkrijk | Edinburgh Corn Exchange               | Geen/nog niet aangekondigd |
| 20 mei 2022      | Manchester      | Verenigd Koninkrijk | O2 Apollo Manchester                  | Geen/nog niet aangekondigd |
| 21 mei 2022      | Leeds           | Verenigd Koninkrijk | The Refectory, Universiteit van Leeds | Geen/nog niet aangekondigd |
| 22 mei 2022      | Londen          | Verenigd Koninkrijk | O2 Academy Brixton                    | Geen/nog niet aangekondigd |
| 25 mei 2022      | Dublin          | Ierland             | Olympia Theatre                       | Geen/nog niet aangekondigd |